# The 13th Warrior
The 13th Warrior (bra: O 13º Guerreiro; prt: O Último Viking) é um filme norte-americano de 1999, dirigido por John McTiernan.
Baseia-se no romance Eaters of the Dead, de Michael Crichton. Foi um fracasso de bilheteira, alcançando uma receita de apenas US$61.698.899 em todo o mundo.
O romance em que o filme se baseia é, por sua vez, inspirado pela tradução para Inglês do relato real de Amade ibne Fadalane das suas viagens para cima do rio Volga, no século X. O enredo é, contudo, em grande medida uma adaptação moderna do épico anglo-saxão Beowulf, com elementos extraídos das 1001 noites [carece de fontes?].
O filme esforça-se por atingir uma atmosfera histórica, incluindo o uso de diálogos em Árabe, Sueco, Norueguês, Dinamarquês, Grego e Latim. O actor norueguês Dennis Storhøi co-protagonizou a película como Herger, enquanto o actor sueco Sven Wollter interpretou um velho chefe viquingue. A veterana actriz norueguesa Turid Balke teve também um pequeno mas proeminente papel ao interpretar a feiticeira, assim como a actriz sueco-norueguesa Maria Bonnevie como Olga, a criada.
Originalmente intitulado Eaters of the Dead, o filme começou a ser produzido em Agosto de 1997. Percorreu diversas montagens e remontagens, após assistências de teste não terem reagido bem à montagem inicial. Após terem sido refilmadas diversas cenas, com Crichton como realizador (o que atrasou a saída do filme por mais de um ano), o título foi alterado para The 13th Warrior. O orçamento passou de 85 milhões de dólares para mais de 110 milhões de dólares. Com todas as refilmagens e despesas promocionais, estima-se que o custo final tenha acabado por rondar os 160 milhões de dólares. Com a fraca receita obtida, as perdas terão rondado os 100 milhões de dólares. Porém, o lançamento em vídeo permitiu recuperar algum do dinheiro investido.

## Sinopse
Na era de 922, Amade ibne Fadalane (Antonio Banderas), um poeta e cortesão árabe, apaixona-se por uma mulher lindíssima, que pertence a outro homem. O ciumento marido reclama com o califa, que então nomeia Amade embaixador na terra de Tossuk Vlad, uma região pobre e longínqua ao norte. Na prática, Amade é expulso de sua casa. Por vários meses, Amade atravessa a camelo as terras dos povos bárbaros e acompanhado de Melchisidek (Omar Sharif), um velho amigo de seu pai, deambula pela terra dos oguzes, dos azeris e dos búlgaros, até chegar terras dos tártaros, onde é atacado por um grupo desconhecido que acaba por desistir do saque após ver os barcos dos viquingues.
Ibne Fadalane é intimidado pelos costumes dos viquingues: a sexualidade pura e crua, o descuido com a higiene, os sacrifícios humanos a sangue frio. Até que Amade toma conhecimento de uma verdade aterrorizadora: foi escolhido para combater Wendol, um ser que mata viquingues e devora-os. Uma vidente faz a revelação que treze guerreiros devem lutar contra estes inimigos, mas o décimo terceiro não pode ser um homem do norte. Assim, Amade ibne Fadalane luta ao lado dos viquingues num combate que dificilmente será vencido por eles.

## Elenco
- Antonio Banderas (Amade ibne Fadalane)
- Vladimir Kulich (Buliwyf)
- Dennis Storhøi (Herger)
- Daniel Southern (Edgtho)
- Neil Maffin (Roneth)
- John DeSantis (Ragnar)
- Clive Russell (Helfdane)
- Mischa Hausserman (Rethel)
- Oliver Sveinall (Haltaf)
- Asbjorn Riis (Halga)
- Richard Bremmer (Skeld)
- Tony Curran (Weath)
- Omar Sharif (Melchisidek)
- Diane Venora (Rainha Weilew)